# Witaszkowo
Witaszkowo [pronunciación en polaco: /vitaʂˈkɔvɔ/] (en alemán: Vettersfelde) es un pueblo ubicado en el distrito administrativo de Gmina Gubin, dentro del Distrito de Krosno Odrzańskie, Voivodato de Lubusz, en Polonia occidental, cercano a la frontera alemana. Se encuentra aproximadamente a 10 kilómetros al sur de Gubin, a 30 kilómetros al suroeste de Krosno Odrzańskie, y a 52 kilómetros al oeste de Zielona Góra.
Antes de 1945, el área fue parte de Alemania.